# Coptodisca
Coptodisca is een geslacht van vlinders van de familie Heliozelidae.

## Soorten
- C. arbutiella Busck, 1904
- C. cercocarpella Braun, 1925
- C. condaliae Busck, 1900
- C. diospyriella (Chambers, 1874)
- C. ella (Chambers, 1871)
- C. juglandella (Chambers, 1874)
- C. juglandiella (Chambers, 1874)
- C. kalmiella Dietz, 1921
- C. lucifluella (Clemens, 1860)
- C. magnella Braun, 1916
- C. matheri Lafontaine, 1974
- C. negligens Braun, 1920
- C. ostryaefoliella (Clemens, 1861)
- C. powellella Opler, 1971
- C. quercicolella Braun, 1927
- C. rhizophorae Walsingham, 1897
- C. ribesella Braun, 1925
- C. saliciella (Clemens, 1861)
- C. splendoriferella (Clemens, 1860)